# Allium anzalonei
Allium anzalonei — вид рослин з родини амарилісових (Amaryllidaceae); ендемік Італії.

## Опис
Стеблина на 2/3 довжини вкрита листковими піхвами. Листя довжиною до 25 см і шириною 1–2 мм. Квітконіжки макс. 20 мм завдовжки. Листочки оцвітини білуваті, просочені зеленим. Коробочка зворотнояйцювато-субкуляста, 5 × 4 мм.

## Поширення
Ендемік півострова Італії, зокрема регіонів навколо Лаціо й Тоскани. Зростає у вологих пісках поруч із річками.

## Загрози й охорона
Вид трапляється поблизу доріг, тому заходи з утримання доріг можуть негативно впливати. Рекреаційна діяльність і пожежі є додатковими потенційними загрозами для цього виду й місця його проживання.
Цей вид присутній у природному заповіднику Монте-Руфено та на ділянці Natura 2000 „Boschi delle Colline di Capalbio“.